# Pyrinia lebonaria
Pyrinia lebonaria là một loài bướm đêm trong họ Geometridae.